# Jakarta Mail
Jakarta Mail voorheen JavaMail is een Java API die het verzenden en het ontvangen van e-mail ondersteunt. De API biedt onder andere het gebruik van het POP3- en het SMTP-internetprotocol.
De Jakarta Mail API is een model van een e-mailsysteem. Voor de implementatie van specifieke protocollen worden serviceproviders gebruikt. Sun levert een aantal serviceproviders mee voor veelgebruikte protocollen zoals POP3 en SMTP. Ook voor veelgebruikte formaten als MIME wordt een implementatie meegeleverd.
De Jakarta Mail API is ontworpen voor gebruik in e-mailclients en is minder geschikt voor de implementatie van mailservers.